# Steamboat
Steamboat (navaho Tóyééʼ) és una concentració de població designada pel cens dels Estats Units a l'estat d'Arizona. Segons el cens del 2000 tenia 233 habitants.

## Demografia
Segons el cens del 2000, Steamboat tenia 233 habitants, 56 habitatges, i 50 famílies La densitat de població era de 38,1 habitants/km².
Dels 56 habitatges en un 55,4% hi vivien nens de menys de 18 anys, en un 50% hi vivien parelles casades, en un 32,1% dones solteres, i en un 10,7% no eren unitats familiars. En el 10,7% dels habitatges hi vivien persones soles el 3,6% de les quals corresponia a persones de 65 anys o més que vivien soles. El nombre mitjà de persones vivint en cada habitatge era de 4,16 i el nombre mitjà de persones que vivien en cada família era de 4,5.
Per edats la població es repartia de la següent manera: un 39,9% tenia menys de 18 anys, un 13,3% entre 18 i 24, un 27,5% entre 25 i 44, un 16,7% de 45 a 60 i un 2,6% 65 anys o més. El segons el cens dels Estats Units de 2010 el 97,42% dels habitants són nadius americans.
L'edat mediana era de 23 anys. Per cada 100 dones de 18 o més anys hi havia 105,9 homes.
La renda mediana per habitatge era de 9.276 $ i la renda mediana per família de 9.276 $. Els homes tenien una renda mediana de 0 $ mentre que les dones 0 $. La renda per capita de la població era de 3.767 $. Aproximadament el 83% de les famílies i el 75,4% de la població estaven per davall del llindar de pobresa.

## Poblacions més properes
El següent diagrama mostra les poblacions més properes.